# آدولف زوکر
آدولف زوکر (انگلیسی: Adolph Zukor؛ ۷ ژانویهٔ ۱۸۷۳ – ۱۰ ژوئن ۱۹۷۶) یک تهیه‌کننده یهودی-مجارستانی اهل ایالات متحده آمریکا و مؤسس مؤسسه فیلمسازی پارامونت پیکچرز بود.

## زندگی‌نامه
زوکر در یک خانواده یهودی در مجارستان به دنیا آمد که در آن زمان جزو امپراتوری مجارستان بود. در سال ۱۸۸۹ در ۱۶ سالگی او به میلا بوموئل که چهارسال از او بزرگتر بود قول داد که با او ازدواج کرده و به ایالات متحده خواهد رفت. مانند بیشتر مهاجران او ساده شروع کرد و در نیویورک در یک مغازه پوست کار می‌کرد. میلا بسیار دیر به ایالات متحده آمد و آندو هیچوقت صحبت نکردند.
زوکر در آنجا به مدت دو سال باقی ماند. در سال ۱۸۹۳ به سمت غرب رفت. در آنجا او تجارت خز را شروع کرد. در سال ۱۹۰۳ او بسیار ثروتمند شده بود. او در قسمت یهودی-آلمانی ثروتمندنشین نیویورک برای خود آپارتمان خرید. تا سال ۱۹۱۸ او یک خانه بسیار بزرگ در نیویورک به همراه زمین گلف و استخر اختصاصی داشت.

## ورود به عرصه فیلمسازی
در سال ۱۹۰۳ وقتی یکی از اقوام او به نام مکس گلدستین تلاش برای گرفتن وام از او برای وارد شدن به صنعت فیلمسازی کرد به این صنعت علاقه‌مند شد. زوکر نه تنها پول را به گلدستین قرض داد بلکه اصرار کرد که خود نیز در این امر سهیم شود. شریک دیگر در این سرمایه‌گذاری مارکوس لو بود.
در سال ۱۹۱۲ زوکر شرکت فیلم‌سازی فیمس پلیرزرا تأسیس کرد. در سال بعد او کمک مالی برادران فروهمان را دریافت کرد. زوکر اولین فیلم استودیو خود به نام زندانیان زندا را در سال ۱۹۱۳ تهیه کرد.

## استودیو پارامونت
استودیو زوکر با گسترش و همکاری با جسی لاسکی به استودیو پارامونت تغییر نام یافت. او تا سال ۱۹۳۶ ریاست آن را بر عهده داشت. او صنعت فیلم‌سازی را دچار انقلابی بسیار بزرگ کرد. او در سال ۱۹۵۹ بازنشسته شد تا اینکه در ۱۰۳ سالگی در لوس آنجلس درگذشت.